# Freeplane
Freeplane ist eine freie Software zum Visualisieren und Strukturieren von Inhalten. Man bezeichnet die hierfür verwendete Methoden der Wissensdarstellung als Mind Mapping.

## Eigenschaften
Freeplane ist ein FreeMind-Fork und gehört mit seinem Vorläufer zu den beliebtesten freien Mindmapping-Programmen. Die Java-Anwendung kann plattformübergreifend unter Linux, Windows und auf dem Mac eingesetzt werden. Die mit Freeplane erstellten Maps lassen sich auf den verschiedenen Plattformen problemlos austauschen und bearbeiten. Freeplane kann lokal und auch auf einem portablen Speichermedium wie einem USB-Stick ausgeführt werden.
Den Ausgangspunkt einer Freeplane-Mindmap bildet eine Ellipse, der sogenannte Wurzelknoten, der das Thema der Visualisierung enthält. Der Wurzelknoten kann um beliebige Unterknoten (Kindknoten) erweitert werden. Dabei kann jeder Knoten formatiert und gestaltet werden. Die Knoten können Texte, Bilder, Hyperlinks und vieles mehr enthalten. Die Knoten lassen sich einfach per Maus beliebig anordnen.
Freeplane wurde bei SourceForge im Juli 2014 zum Projekt des Monats gekürt.
Die Kernfunktionen:
- Knoten können nahezu beliebig gruppiert und in komplexen Hierarchien angeordnet werden
- Automatische Positionierung der Knoten
- Freies Positionieren von Knoten ist ebenfalls möglich
- Klassifizierung von Knoten durch Metadaten und Stile
- Gruppierung von Knoten durch visuelle Container (Wolke) und Zusammenfassungsknoten
- Verbindungen durch statische und dynamische Verknüpfungen
- Verwendung von Label
- Automatische Stilzuweisung
- Strukturierung von Knoten auf Grundlagen von Inhalten
- Aus- und Einblenden von Inhalten
- Aufgabenverwaltung mit Kalender und Erinnerungsfunktion
- Passwortschutz für gesamte Mindmaps und einzelne Knoten durch DES-Verschlüsselung
- Editoren für die Bearbeitung der Inhalte
- Mehrsprachige Benutzeroberfläche
- Rechtschreibprüfung
- Unscharfe Suche mit dem Damerau-Levenshtein-Algorithmus

Das Programm bietet verschiedene Funktionen, die man bei anderen Programmen dieser Art nicht findet:
- Filter-Werkzeugleiste
- Schwebende Knoten
- Zusammenfassende Knoten
- Bedingte Stile
- Format-Panel und Attribut-Panel
- Verwendung von Formeln[3]
- Externe Benutzer-Skripte
- Verwendung von LaTeX in Knoten (durch JLaTeXMath)

## Erweiterbarkeit
Freeplane kann durch Groovy- und JavaScript-Skripte funktional erweitert werden. Zusätzliche Erweiterungsmöglichkeiten ergeben sich durch die Verwendung von Mindmap-Vorlagen, die Formeln (analog zu Tabellenkalkulationsprogrammen) bereitstellen. Im Vergleich zu Tabellenkalkulationsprogrammen ergeben sich dabei besondere Anwendungsfälle durch die hierarchische Baumstruktur von Mindmaps.
Add-ons, die zumeist auf der Projektseite veröffentlicht sind, fassen Skript-Sammlungen, visuelle Erweiterungen und Mindmap-Vorlagen zusammen und ermöglichen deren einfache Installation. Beispiele für Add-ons sind das RoAn-Add-on, das Freeplane-Maps in PowerPoint- oder
Prezi-ähnliche Präsentationen umwandelt, sowie das GTD-Add-on.
Freeplane ist, zusammen mit JabRef und einem PDF-Viewer, die Grundlage von Docear, einem komplexen Literaturverwaltungsprogramm.

## Freeplane auf mobilen Endgeräten
Es gibt mehrere Projekte, die es erlauben sollen, Freeplane-Maps auf mobilen Endgeräten zu verwenden:
- DroidPlane[7][8]
- Freeplane for Windows Mobile[9]
- MindBike[10]